# Andréi Alioshin
Andréi Vasílievich Alioshin (en ruso: Андрей Васильевич Алёшин; 8 de mayojul./ 21 de mayo de 1905greg. – 11 de abril de 1974) fue un sargento mayor que combatió en las filas del Ejército Rojo durante la Segunda Guerra Mundial y una de las cuatro únicas personas que fue galardonada con la Orden de la Gloria de 1.er grado y el título de Héroe de la Unión Soviética.

## Biografía

### Infancia y juventud
Andréi Alioshin nació el 21 de mayo de 1905 en el seno de una familia de campesinos rusos en el pueblo de Novoselki, situado en el actual raión de Kozelsk del óblast de Kaluga. A la edad de siete años murió su padre, dejando a su familia en la indigencia. Sin embargo, llegó a completar la educación básica en dos años, pero también fue autodidacta. De 1925 a 1930 trabajó como presidente del consejo de la aldea de Vyazovoy. Más tarde trabajó como contable en una granja estatal. En 1939 ingresó en el Ejército Rojo y sirvió como artillero durante la invasión soviética de Polonia y en la Guerra de Invierno, pero pronto fue desmovilizado en 1940.

### Segunda Guerra Mundial
Poco después del comienzo de la invasión alemana de la Unión Soviética, fue reclutado nuevamente en el Ejército Rojo el 4 de julio de 1941 e inicialmente desplegado en el frente como parte del 50.º Regimiento de Caballería. Allí participó en la defensa de Moscú. Más tarde se convirtió en el comandante de la dotación de armas en el 175.º Regimiento de Morteros y Artillería de la Guardia de la 4.ª División de Caballería de la Guardia. Durante las batallas por Seredina-Buda en marzo de 1943, su tripulación eliminó tres tanques enemigos de un grupo de diez durante la batalla, por lo que recibió su primera medalla militar, la Medalla por el Servicio de Combate.
Sin embargo, no fue hasta el 11 de agosto de 1944 que se le otorgó la Orden de la Gloria de 3.er grado, que recibió por sus acciones en la noche del 26 de julio de 1944 cuando dirigió a su unidad y abrió fuego contra las ametralladoras enemigas para repeler un ataque Al día siguiente participó en la destrucción de un depósito de municiones. Posteriormente, se le otorgó otra Orden de la Gloria de 3.er grado por sus acciones al repeler repetidos contraataques enemigos entre el 28 y el 30 de enero de 1945. El primer día mató al menos a diez soldados enemigos con su ametralladora, y el 30 de enero él y su tripulación tomaron prisioneros a más de veinte soldados enemigos y destruyeron dos nidos de ametralladoras.
Solo unos días después, el 5 de febrero, mientras avanzaba con su unidad en un área al suroeste de Szczecin (Polonia), se convirtió en el primero en abrir fuego contra el enemigo a pesar de estar bajo un intenso fuego, lo que resultó en la muerte de 52 soldados enemigos en el enfrentamiento. Por sus acciones en esa batalla fue nominado para el título de Héroe de la Unión Soviética, que le fue otorgado el 31 de mayo de 1945. Antes de recibir el título, a principios de mayo volvió a distinguirse en la batalla de Neu, al suroeste de Fürstenwalde, durante la que él y su tripulación rechazaron tres contraataques, eliminando un pelotón enemigo. Por sus acciones en esa batalla se le concedió la Orden de la Gloria de 2.do grado en junio.

### Posguerra
En 1945, después del final de la guerra, fue desmovilizado del Ejército Rojo, regresó a su tierra natal en el raión de Kozel y se instaló en el pueblo de Popelevo, donde trabajó como contable jefe en el Sovjós de Krasny Plodovod. Murió el 11 de abril de 1974 y fue enterrado en el cementerio de Novoselki.

## Condecoraciones
A lo largo de su servicio militar Andréi Alioshin recibió las siguientes condecoracionesː
- Héroe de la Unión Soviética (31 de mayo de 1945)
- Orden de Lenin (31 de mayo de 945)
- Orden de la Guerra Patria de 1.er grado
- Orden de la Gloria (1.er grado - 19 de agosto de 1955, 2.do grado - 18 de junio de 1945; 3.er grado - 11 de agosto de 1944 y 11 de marzo de 1945)[nota 1]
- Medalla por el Servicio de Combate (30 de marzo de 1943)
- Medalla Conmemorativa por el Centenario del Natalicio de Lenin
- Medalla por la Defensa de Moscú
- Medalla por la Victoria sobre Alemania en la Gran Guerra Patria 1941-1945
- Medalla Conmemorativa del 20.º Aniversario de la Victoria en la Gran Guerra Patria de 1941-1945
- Medalla por la Liberación de Varsovia
- Medalla por la Conquista de Berlín
- Medalla al Trabajador Veterano
- Medalla del 50.º Aniversario de las Fuerzas Armadas de la URSS
- Medalla Conmemorativa del 800.º Aniversario de Moscú